# Ібрагім IV
Ібрагім IV (*д/н —1846) — 39-й маї (володар) і султан Борну в 1817/1819—1846 роках. Не мав жодної фактичної влади.

## Життєпис
Походив з Другої династії Сейфуа. Син маї Ахмада I. У 1817 (за іншими відомостями 1818 чи 1819) році після смерті брата Дунами IX успадкував трон.
Фактична влада в державі перебувала в шеху Мухаммада аль-Аміна аль-Канемі. 1837 року після смерті останнього владу шеху успадкував його син Умар.
1846 році Ібрагім IV вирішив повалити владу шеху, звернувшись по допомогу до Мухаммада аль-Шаріфа, султана Вадая. Втім ще до прибуття військ останнього маї зазнав поразки й загинув. Шеху Умар поставив на трон сина загиблого Алі IV.